# 旌节花小光壳炱
旌节花小光壳炱（学名：Asteridiella stachyuri）是属于小煤炱目小煤炱科小光壳炱属的一种真菌，寄生在旌节花属植物上。该种分布于中国。